# Димитър Денков
Димитър Ангелов Денков е преподавател по история на философията в катедри „История на философията“ и „Европеистика“ във Философски факултет на Софийския университет „Св. Климент Охридски“. От октомври 2011 г. до октомври 2019 е декан на Философския факултет на Софийския университет.

## Биография
Димитър Денков завършва Немската езикова гимназия в Хасково (1975). Следва военно образование в НШЗО „Хр. Ботев“ – офицер от мотострелкови войски (1975–1977). Завършва философия в СУ „Св. Климент Охридски“ (1977-1980), а след това и следдипломна специализация (философия и социология на знанието) все в СУ (1980–1981).
Докторска специализация в Лайпцигския университет (при проф. В. Йопке и проф. Х.- М. Герлах, немски екзистенициализъм) (1983–1984). Хабилитационна специализация (при проф. Г. Петрович и доц. Л. Веляк, онтология и практика) в Загребския университет (1987–1988).
Става кандидат на философските науки (доктор) с дисертация на тема „Мартин Хайдегер. Онтология на трагичното“ (рецензенти: проф. Ат. Натев и доц. Зл. Стоянов) (1987). Специализация в Wissenschaftskolleg в Берлин (проф. Атанас Натев) (1991). Хабилитация по история на философията: „Авторитетите във философията“ (рецензенти: проф. Ив. С. Стефанов и доц. Ас. Давидов) (1992).
През 1973-1985 година е агент на Държавна сигурност под псевдонима Ваклинов.
Преводач е на произведения на Имануел Кант, Хегел, Маркс, Хайдегер и Гадамер.
Колумнист на вестник „Сега“.

## Публикации
Монографии, учебници, учебни пособия
- 2024 - Въведение във Философията, София: Изток- Запад, ISBN 978-619-01-1478-9
- 2024 - От Теано до Улрике Майнхоф. Дванайсет истински лица на философията, София: Изток-Запад, ISBN 9786190113942
- 2011 – Що е Просвещение? Текстове, жанрове, контексти към Кантовия отговор на въпроса „Що е Пресвещение“, монография, УИ „Св. Климент Охридски“
- 2008 – Гледки от български вагон. УИ „Св. Климент Охридски“, 232 с. ISBN 978-954-07-2725-7 [2]
- 2006 – Въведение във философията – монография. УИ „Св. Климент Охридски“, 336 с. ISBN 954-07-2258-6 (второ преработено издание, 2016)
- 2002 – 17 юни на Симеон Сакскобурггоски. ИК „Захари Стоянов“ ISBN 954-739-224-7
- 2002 – Философия – учебник за XI клас (преработено издание в съавторство с Ев. Варджийска), Просвета
- 2001 – Философия – учебник за XI клас (в съавторство с Ев. Варджийска)
- 2001 – Ромските училища в България – 2001 (в съавторство с Е. Станоева и В. Видински), Фондация „Отворено общество“ (на бълг. и английски)
- 2001 – Die Philosophie in Deutschland, Sammelband (mit Chr. Todorov, St. Jotov), Braunschweig-Sofia
- 1994 – Основни положения към Логиката на Кант. Гал-Ико, София
- 1993 – „Авторитетите във философията“. – Във: Философия, учебник за средно училище (съавт. Л. Сивилов, Л. Кючуков), БИС, София
- 1992 – Мартин Хайдегер. Онтология на трагичното. СУ, София
- 1987 – Димитър Михалчев. Историко-философски портрет. СУ, София

По-важни статии
- 2004 – „Co-agitatio des ego im Weltbild. Bemerkungen zu Heideggers Bestimmung der Neuzeit“. – В: Die Geschichtlichkeit des philosophischen Denkens, Изток-Запад, София
- 2004 – „Хипертетичната функция на философията и етическото“. – В: сб. Пътища на философията в съвременния свят (съст. Ив. Райнова и др), BPC&IAF, София
- 2000 – „Натрапчивото отсъствие на аура“. – В: сб. Медии и преход (съст. Л. Деянова и др.), София
- 1999 – „Die Hyperthetische Funktion der Philosophie und das Ethische“. – В: Ethik und Religion im Werk L. Wittgensteins (Hrsg. P. Kampits u.a.), Wien
- 1998 – „Преводът – един донякъде преводачески проблем“. – сп. Летература, бр. 17
- 1997 – „Nietzsche Bilder in Bulgarien. Zur Phaenomenologie der kompilativen Kultur“, in IWM-Working papers N. 6 [(www.univie.ac.at/iwm/workpap/denkov.htm)]
- 1997 – „Към историята наидеологическата мода в България: расизмът“. -В: сб. Приобщаване и еманципация. Встъпителни студии върху немската култура в България (съст. Ат. Натев), КМ, София
- 1994 – „Die hyperthetische Funktion der Metaphysik“. – Mesotes, 2/1994
- 1992 – „Монадите в културата“. – сп. Философия, бр. 5
- 1991 – „Смисъл и значение от феноменологическо гледище“. – сп. Философски преглед, бр. 1
- 1991 – „Що е хипертеза?“. – сп. Философия, 1
- 1986 – „Път в полето. Коментар, без който не може“. – сп. Философска мисъл, бр. 8
- 1985 – „Неюбилейно за просветителя. Коментар към Кантовия Отговор на въпроса „Що е Просвещение?“. – сп. Философска мисъл, бр. 12
- 1983 – „Коментар към превода на „Що е метафизика?“ на М. Хайдегер“. – сп. Философска мисъл, бр. 5
- 1983 – „Смисъл и текст при четенето на Маркс: два примера“. – сп. Философска мисъл, бр. 3
- 1981 – „Франц Брентано за отношенията“. – сп. Философска мисъл, бр. 12